# Masanori Abe
Masanori Abe (japanisch 阿部 正紀 Abe Masanori; * 25. Dezember 1991 in Kokubunji, Präfektur Tokio) ist ein  japanischer Fußballspieler.

## Karriere
Abe erlernte das Fußballspielen in der Schulmannschaft der Taisei High School und der Universitätsmannschaft der Tokyo International University. Seinen ersten Vertrag unterschrieb er 2014 bei FC Gifu. Der Verein spielte in der zweithöchsten Liga des Landes, der J2 League. Für den Verein absolvierte er 209 Ligaspiele. 2020 spielte er beim Regionalligisten aries FC Tokyo. Der FC Maruyasu Okazaki, ein Viertligist aus Okazaki, nahm ihn im Januar 2021 unter Vertrag. Für Okazaki stand er 14-mal in der vierten Liga auf dem Spielfeld. Im Februar 2022 wechselte er zu seinem ehemaligen Verein aries FC Tokyo.